# Сан Донато (Сијена)
Сан Донато (итал. San Donato) је насеље у Италији у округу Сијена, региону Тоскана.
Према процени из 2011. у насељу је живело 18 становника. Насеље се налази на надморској висини од 356 м.